# Pycnopyge carinatum
Pycnopyge carinatum är en kräftdjursart som först beskrevs av Robert Alan Shoemaker 1955.  Pycnopyge carinatum ingår i släktet Pycnopyge och familjen Stenothoidae. Inga underarter finns listade i Catalogue of Life.